# Echinopsis jajoana
Echinopsis jajoana är en kaktusväxtart som först beskrevs av Curt Backeberg, och fick sitt nu gällande namn av Blos. Echinopsis jajoana ingår i släktet Echinopsis och familjen kaktusväxter. Inga underarter finns listade i Catalogue of Life.